# Silviu Barbu
Silviu Gabriel Barbu, (n. 1970), este un jurist român, cadru didactic universitar, cu experiență profesionala ca procuror, procuror militar, judecător, diplomat și profesor în științe juridice. Acesta îndeplinit funcția de consilier de stat pe probleme constituționale în cadrul Administrației Prezidențiale, funcția de secretar general adjunct al Ministerului Justiției, fost coordonator al Administrației Naționale a Penitenciarelor si fost membru titular in Consiliul National de Integritate votat de Senatul Romaniei (2012-2014).

## Origine și educație
Silviu Gabriel Barbu s-a născut la data de 3 septembrie 1970, în orașul Corabia, județul Olt. 
După absolvirea Liceului „Ion Minulescu” din Slatina (1988), a urmat cursurile Facultății de Drept a Universității București (promoție 1995). Ulterior a absolvit și cursuri postuniversitare de Drepturile omului la Universitatea din București (1995).
În anul 2007 a absolvit cursurile Colegiului Național De Apărare.
În anul 2010, a obținut titlul științific de doctor în științe juridice la Universitatea București cu teza „Dimensiunea constituțională a libertății individuale”.
În anul 2013 a absolvit cursurile Institutului Diplomatic Român.
În anul 2015 a absolvit cursurile Colegiului Național de Informații la Academia Națională de Informații „Mihai Viteazul”.
De asemenea, a urmat o serie de cursuri postuniversitare cu specializari in stiinte penale, drept constitutional, drept administrativ, management, stiintele educatiei si invatamant universitar, managementul administratiei publice si managementul penitenciar.
Silviu Barbu vorbește limba engleză (foarte bine) și limba franceză (bine). El a primit Diploma „Meritul Judiciar” clasa a V-a, nr. 699 din 28 iunie 2002.

## Carieră profesională
După absolvirea Facultății, a profesat ca magistrat procuror civil si militar (1995-2005), director de penitenciar (2002-2006), judecător (din anul 2005), consilier de stat al Administrației Prezidențiale (2006-2007), vicepreședinte al Curtii de Apel Brașov (2011-2012), secretar general adjunct al Ministerului Justiției (2012) și coordonator al Administrației Naționale a Penitenciarelor.
Silviu Barbu a fost expert național la Consiliul Europei desemnat de Ministerul Justiției (2002-2004) și fost membru în Comisia științifică coordonată de Asociația ProDemocrația pentru revizuirea Constituției (2013).
Este membru în Consiliu Consultativ Științific al Ministerului Justitiei din 2013 și membru activ al Asociației Judecătorilor Administrativi Europeni (AEAJ).
Din decembrie 2012 până în 2016 a deținut funcția de inspector general în cadrul Ministerului Afacerilor Externe.
În perioada 2016-2018 a fost însărcinat cu afaceri la Ambasada României din Harare.
Din anul 2018 până în decembrie 2020 a deținut funcția de judecător la Curtea de Apel București.
În prezent este cadru didactic universitar în cadrul Universității Transilvania din Brașov si ocupă funcția de șef al Corpului de Control al prim-ministrului.

## Carieră didactică
În paralel cu activitatea profesională, a fost cadru didactic universitar din 2001 la Facultatea de Drept și Sociologie din cadrul Universității „Transilvania” din Brașov, unde a urcat pe rând treptele ierarhiei didactice: asistent, lector și conferențiar.
Din 2006 este și cadru didactic asociat la Universitatea din București, Facultatea de Drept.
Silviu Barbu este coordonatorul ABC Juridic, un proiect academic ce își propune să furnizeze informații și repere care să contribuie la desfășurarea procesului educațional și de formare profesională.

## Lucrări publicate

### Cărti publicate
- Drept execuțional penal, ediția 1, Editura All Beck, București 2005 - coautor (Alexandru Șerban);
- Drept execuțional penal, ediția 2, Editura CH Beck, București 2008 - coautor (Alexandru Șerban);
- Contencios constituțional, Editura Hamangiu, București 2009, coautorat (Ioan Muraru, Nasty Marian Vlădoiu, Andrei Muraru);
- Dimensiunea constituțională a libertății individuale, Editura Hamangiu 2011;
- Recomandări europene în domeniul aplicării sancțiunilor penale, Editura Sitech Craiova, 2012;
- Administrarea probelor în unele state europene, în litigii privind dreptul mediului, Editura Sitech Craiova, 2012;
- Drept execuțional penal - Partea generală, Editura Sitech Craiova, 2012;
- Reglementări internaționale și europene în materia sancțiunilor penale, Editura Sitech Craiova, 2013 - coautor (Oana Saramet, Ioan Aron, Florea Oprea);
- Contencios administrativ si fiscal. Sinteza de jurisprudenta, Editura Hamangiu, 2013 - coautor (jud.Marcela Comșa);
- Codex constituțional, scurtă prezentare a Constituțiilor statelor membre ale UE, Editura Monitorul Oficial, 2015, sub patronajul Ministerului Justitiei si Facultatii de Drept din Universitatea Bucuresti - Centrul de Drept Constitutional si Institutii Politice (coautorat - coordonator Stefan Deaconu, coautori Ioan Muraru, Elena Simina Tanasescu)[7].

### Articole de specialitate
- Dimensiunea constituțională a răspunderii magistraților, în Răspunderea în dreptul constituțional, coordonator Elena Simina Tănăsescu, Editura CH Beck, București 2007, coautorat[8];
- Locul si rolul procurorului in sistemul autorităților statului și în protecția libertății persoanei, Revista de Științe Juridice a Universității din Craiova nr. 2/2009, coautorat;
- Copenhagen Accord - First Step Towards Legally Binding Global Climate Agreement to Succeed the Kyoto Protocol, Bioaltlas - International Conference of New Research in Food and Tourism, Transilvania University of Brasov, mai 2010;
- Revista de Drept Public nr. 4 din 2011, Editura CH BECK, Observații asupra propunerilor de modificare a prevederilor art.133 din Constituție cuprinse în proiectul de revizuire a Constituției României, propus de Președintele României;
- "Scurt comentariu asupra Deciziei nr. 302 din 01/03/2011 a Curții Constituționale referitoare la excepția de neconstituționalitate a prevederilor art. 5 alin. (3) din Legea contenciosului administrativ nr. 554/2004" publicat in volumul editat de Editura INDACO SYSTEMS București 2012 - Conferința "Repere actuale din jurisprudența Curții Constituționale a României" - 30 martie 2012;
- Short Commentary On The Recommendation Cm/Rec(2010)1 Of The Committee Of Ministers To Member States On The Council Of Europe Probation Rules, S. G. Barbu et al., CKS-Challenges of the Knowledge Society (ISSN 2068-7796) a fost evaluat pozitiv în Index Copernicus Journals Master List[9].

De asemenea, Silviu Gabriel Barbu este coordonator organizare conferințe, moderator, keynotes speaker în cadrul unor conferințe naționale și internaționale.